# 민무늬토기 시대
민무늬토기 시대(無文土器時代, Mumun pottery period)는 한반도의 고고학적인 시대구분이다. 한국의 청동기 시대에 해당하는 기원전 1500년부터 기원전 300년경에 이른다. 이 시대의 전형적인 토기가 표면에 아무런 무늬가 없는 특징으로 인해 민무늬 토기 문화라고 명명되었다.

## 개요
대규모 농경이 시작됨과 동시에 사회에 계급이 생겼으며, 원삼국 시대의 원시 국가 형성으로 연결된다. 예전에는 청동기 시대로 불렸지만, 청동기가 출현한 것은 기원전 13세기이며, 보편화된 것은 말기이기 때문에 청동기 시대가 아니라 민무늬 토기 시대로 부르고 있다.
무덤의 형태는 거대한 고인돌이 특징적이고, 또 석곽묘나 독무덤이 출현하고 있다.

## 시대 구분
민무늬 토기 시대는 빗살무늬토기 시대에 이어지는 시대이다. 기원전 3400년부터 기원전 1500년경, 북방의 랴오허 유역에서 북한에 걸쳐 고인돌, 민무늬 토기나 대규모 주거가 출현하고 있어, 이것이 민무늬 토기 문화의 원류라고 생각되고 있다.

### 전기
전기는 기원전 1900년부터 기원전 850년경까지로 여겨진다. 농경 외에도 어로, 수렵, 채집을 했다. 농경에는 아직 석기가 이용되었다. 큰 직사각형의 움집으로 된 취락이 영위되었다. 주거에는 부뚜막이 여러 개 있는 경우가 있어, 여러 세대가 같이 살고 있었다고 생각된다. 후반에는 취락이 대규모화되었으며, 취락마다 유력자가 생겨났다. 기원전 900년경을 지나면 소형의 주거가 일반되었고, 부뚜막이 아니라, 중앙에 난로와 같은 노가 파졌다.
고인돌와 부장품인 붉은칠 토기, 돌칼 등 민무늬 토기 시대를 통해서 계속 되는 종교, 장제의 특징이 이 시대부터 시작되었다.

### 중기

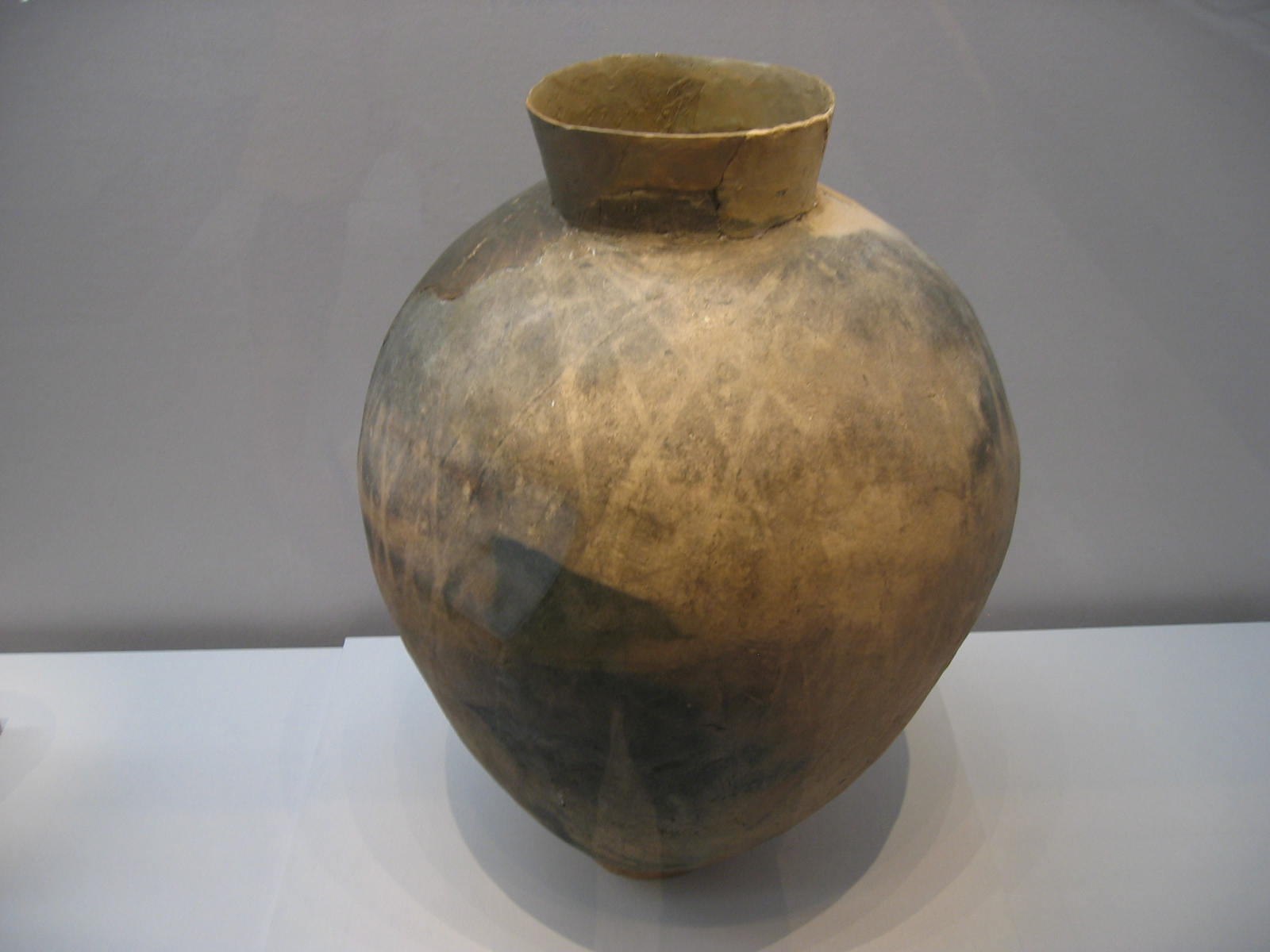
진주시 대평유적에서 출토된 중기 민무늬 토기

중기는 기원전 850년부터 기원전 550년 경으로 추측된다. 대규모 농경이 시작되었고, 사회의 계급과 분쟁이 생겼다. 한반도 이남에서는 대규모 논도 만들어졌고, 수백 채 이상 되는 대규모 취락도 출현했다. 또 청동기가 출현하였고, 그 외에도 공예품 생산이 활발해져서 교역이나 지배 계층에 의한 분배도 이루어졌다.
중기 민무늬 토기 문화는 중부의 유적명을 따서 송국리 문화(松菊里 文化)(충남 부여군 초촌면)라고도 불리며, 특히 중남부에서 발전하였다. 남쪽 분포 범위는 제주도에서부터 시작하여 북부 큐슈에도 영향이 미쳤다.
중기 후반(기원전 700년-기원전 550년경)에는 청동기가 부장품으로서 나타났다. 이 시기에는 한반도 남부에서 직접 제작이 시작된 것 같다.
중기 민무늬 토기 시대 후반에는 대규모 무덤이 존재하며, 특히 남해안 지역에는 다수의 고인돌이 만들어졌다. 일부에서는 청동기, 비취, 돌칼, 붉은 칠 도기 등의 부장품이 발견되고 있다.
민무늬 토기 문화는 벼농사 문화의 시작이기도 하지만, 전기 및 중기에는 벼농사가 주요 작물은 아니었다고 추측된다. 북부에서는 보리, 밀, 잡곡 등이 재배되었다.

### 후기
후기는 기원전 550년에서 기원전 300년경으로 추측된다. 환호집락이나 고지대에서 발견되는 취락이 증가한 것을 볼 수 있다. 특히 남해안 부분에 인구가 집중되어 있다. 취락 수는 전 시대보다 줄어들고 있어, 소수가 모여사는 현상이 진행되었다고 생각할 수 있다.
민무늬 토기 시대 말기에는 철기가 출현하며, 주거에는 온돌용 아궁이(爐, 노)가 나타난다. 또 중기에 북방에서 전해진 비파형동검(요동식 동검)의 영향 하에 세형동검이 만들어지기 시작했다.

### 말기
보통 민무늬 토기 시대의 말기에 철기가 출현하였다고 하지만, 토기 양식의 연속성을 중시해 기원 전후를 포함하는 설도 있다. 그러나 기원전 300년경부터 청동기가 광범위하게 보급되어, 철기도 이 시기를 경계로 한반도 남부에 보급되고 있다. 이러한 기술적, 사회적 변화를 중시한다면, 민무늬 토기 시대를 이 시기까지로 하는 것이 적절하다.

## 유적지
- 제천 황석리 유적 - 충청북도 제천군 청풍면 황석리
- 부여 송국리 유적 (사적 제249호) - 충청남도 부여군 초촌면 송국리
- 울주 검단리 유적 (사적 제33호) - 경상남도 울주군 웅촌면 검단리
- 여수 적량동 유적 -  전라남도 여수시 적량동 상적 호남정유공장내
- 속초 조양동 유적 (사적 376호) - 강원도 속초시 조양동
- 울산 반구대 유적 (국보 제285호) - 울산시 울주군 언양면 대곡리
- 고령 양전동 유적 (보물 제605호)- 경상북도 고령군 개진면
- 진주 대평 유적 - 경상남도 진주시 대평면 대평리

## 같이 보기
- 한국의 청동기 시대
- 비파형 동검
- 고조선